# Trait distinctif
En linguistique, un trait distinctif est l’unité la plus fondamentale de la structure phonologique, qui distingue un son d’un autre dans une langue donnée. Par exemple, c'est la caractéristique [+ voisement] qui distingue les deux occlusives bilabiales : [p] et [b]. Il existe de nombreuses façons différentes de définir et d'organiser les différents traits distinctifs : certaines classifications ne traitent que d'une seule langue tandis que d'autres sont développées pour s'appliquer à toutes les langues.
Depuis le début de l'analyse phonologique des traits distinctifs dans les années 1950, ceux-ci ont traditionnellement été précisés par des valeurs binaires pour signifier si un segment est décrit ou non par un trait donné ; une valeur positive, [+], dénote la présence d'un trait, tandis qu'une valeur négative, [−], indique son absence. Après la création de la première théorie des traits distinctifs par le linguiste russe Roman Jakobson en 1941, il a été supposé que les traits distinctifs étaient binaires ; cette binarité a été formellement adoptée dans Sound Pattern of English par Noam Chomsky et Morris Halle en 1968. Jakobson a vu l'approche binaire comme le meilleur moyen de raccourcir l'inventaire des phonèmes, attendu que les oppositions phonologiques sont naturellement binaires.
Dans les développements récents à la théorie des traits distinctifs, les phonologues ont proposé l'existence de traits à valeur unique. Ces caractéristiques, appelées caractéristiques univalentes ou privatives, ne peuvent décrire que les classes de segments qui sont censées posséder ces caractéristiques, et non les classes qui en sont dépourvues.

## Liste

Diagramme d'Euler montrant une classification typique des sons (en API), leurs modes d'articulation et leurs caractéristiques distinctives

Cette section répertorie et décrit les traits distinctifs de la linguistique.

### Classe principale
Principales caractéristiques de classe : les caractéristiques qui représentent les principales classes de sons.
1. [+/ − syllabique][5] Les segments syllabiques peuvent fonctionner comme le noyau d'une syllabe, alors que leurs homologues, les segments [−syllabe], ne le peuvent pas. Sauf dans le cas des consonnes syllabiques, [+syllabique] désigne toutes les voyelles, tandis que [−syllabique] désigne toutes les consonnes (y compris les glides ).
2. [+/ − consonantique][6] Les segments consonantiques sont produits avec une constriction audible dans le conduit vocal, tels que les obstruantes, les nasales, les liquides et les trilles. Les voyelles, les glissements et les segments laryngés ne sont pas consonantiques.
3. [+/ − approximant] Les segments approximatifs incluent les voyelles, les semi-voyelles et les liquides, tout en excluant les nasales et les obstruantes.
4. [+/ − sonorante][6] Cette caractéristique décrit le type de constriction orale qui peut se produire dans le conduit vocal. [+son] désigne les voyelles et les consonnes sonores (à savoir les glides, les liquides et les nasales) qui sont produites sans déséquilibre de la pression de l'air dans le conduit vocal qui pourrait provoquer des turbulences. [−son] décrit les obstruantes, articulées avec une turbulence notable causée par un déséquilibre de la pression de l'air dans le conduit vocal.

### Laryngées
Caractéristiques laryngées : les caractéristiques qui spécifient les états glottaux des sons.
1. [+/ − voisement][5] Cette caractéristique indique si la vibration des cordes vocales se produit avec l’articulation du segment ou non.
2. [+/ − glotte étalée][5] Utilisé pour indiquer l’aspiration d’un segment, cette caractéristique dénote l’ouverture de la glotte. Pour [+sg], les cordes vocales sont suffisamment écartées pour qu'un frottement se produise ; pour [−sg], il n'y a pas le même étalement induisant un frottement.
3. [+/ − glotte rétrécie][5] La caractéristique de la glotte rétrécie dénote le degré de fermeture de la glotte. [+cg] implique que les cordes vocales sont maintenues étroitement ensemble, suffisamment pour que l'air ne puisse pas passer momentanément, tandis que [−cg] implique le contraire.

### Mode
Caractéristiques de mode: les caractéristiques qui spécifient le mode d'articulation.
1. [+/ − continuante][6] Cette caractéristique décrit le passage de l’air à travers le conduit vocal. [+cont] les segments sont produits sans aucune obstruction significative dans le tractus, permettant à l'air de passer dans un flux continu. [−cont] les segments, en revanche, présentent une telle obstruction et bloquent ainsi le flux d’air à un certain point d’articulation.
2. [+/ − nasale][6] Cette caractéristique décrit la position du voile du palais. Les segments [+nas] sont produits en abaissant le voile afin que l'air puisse passer à travers les voies nasales. Les segments [−nas] sont au contraire produits avec un voile surélevé, bloquant le passage de l'air des voies nasales et le dérivant vers les voies buccales.
3. [+/ − stridente][5] La caractéristique stridente s'applique uniquement aux obstruantes et fait référence à un type de frottement plus bruyant que d'habitude. Ceci est dû à un bruit blanc à haute énergie.
4. [+/ − latérale][5] Cette caractéristique désigne la forme et le positionnement de la langue par rapport au tractus buccal. Les segments [+lat] sont produits lorsque le centre de la langue s'élève pour entrer en contact avec le palais, empêchant ainsi l'air de circuler de manière centrale dans le tractus buccal et forçant à la place un flux plus latéral le long du ou des côtés abaissés de la langue.
5. [+/ − relâchement retardé][5] Cette caractéristique distingue les occlusives des affriquées. Les affriqués sont désignés [+del rel]

### Lieu d'articulation
Caractéristiques de lieu : Les caractéristiques qui précisent le lieu d'articulation.
- [LABIAL][6] Les segments labiaux sont articulés avec les lèvres. Les consonnes incluent les consonnes bilabiales et labiodentales.

1. [+/ − arrondie] : les [+rond] sont produites avec un arrondi des lèvres, tandis que les [−rond] ne le sont pas.

- [CORONAL][5] Les sons coronaux sont articulés avec la pointe et/ou la lame de la langue. Il s'agit d'un grand nombre de consonnes, qui peuvent être émises avec la pointe, la lame ou le dessous de la langue (consonne apicale, laminale ou subapicale, respectivement), en contact avec la lèvre supérieure (linguolabiale), entre les dents (interdentale), avec l'arrière des dents (dentale), avec la crête alvéolaire (alvéolaire), derrière la crête alvéolaire (postovéolaire), ou sur ou devant le palais dur ((pré)palatal). Dans le cas des sibilantes post-véolaires, il faut distinguer des formes de langue supplémentaires, à savoir « bombées » ou légèrement palatalisées (« chuchotées » ou « palato-alvéolaires »), palatalisées (alvéolopalatales) et « fermées » (« sifflantes-chuchotées »).

1. [+/ − antérieur] : Les segments antérieurs sont articulés avec la pointe ou la lame de la langue au niveau ou devant la crête alvéolaire. Les consonnes dentales sont [+ant], les consonnes postalvéolaires et rétroflexes sont [−ant].
2. [+/ − distribué] : Pour les segments [+dist], la langue est étendue sur une certaine distance dans la bouche. En d'autres termes, les consonnes laminales dentales et postalvéolaires sont marquées comme [+dist], tandis que les consonnes apicales alvéolaires et rétroflexes sont marquées comme [−dist].

- [DORSAL] Les sons dorsaux sont articulés en soulevant le dos de la langue. Toutes les voyelles sont des sons dorsaux. Les consonnes dorsales comprennent les consonnes palatales, vélaires et uvulaires.

1. [+/ − haut] : les segments [+high] soulèvent le dos de la langue près du palais. Les segments [−high] ne le font pas.
2. [+/ − bas] : les segments [+low] regroupent le dos vers une position basse dans la bouche.
3. [+/ − arrière] : les segments [+back] sont produits avec le dos de la langue groupé et légèrement rétracté vers l'arrière de la bouche. [−back] les segments sont groupés et légèrement étendus vers l’avant.
4. [+/ − tension] : Cette caractéristique s'applique (principalement) à la position de la racine de la langue lors de l'articulation des voyelles. Les voyelles [+tense] ont une racine de langue avancée. En fait, cette caractéristique est souvent appelée racine de langue avancée (ATR), bien qu'il y ait un débat sur la question de savoir si le temps et l'ATR sont des caractéristiques identiques ou différentes.

- [RADICAL] Les sons radicaux s'articulent avec la racine de la langue. Il s’agit notamment des consonnes épiglottes.

1. [+/ − racine de la langue avancée] : les segments [+ATR] font avancer la racine de la langue.
2. [+/ − racine de la langue rétractée] : les segments [+RTR] regroupent la racine de la langue vers la paroi pharyngée et activent les muscles constricteurs pharyngés.

- [GLOTTAL] Les sons purement glottaux n'impliquent pas du tout la langue. Ce sont les consonnes glottiques.

### Espace voyelle
Les voyelles se distinguent par :
1. [+/ − back] (voyelles postérieures)
2. [+/ − haut] (voyelles fermées)
3. [+/ − bas] (voyelles ouvertes)
4. [+/ − temps] (voyelles tendues)

Cependant, des études laryngoscopiques suggèrent plutôt les caractéristiques suivantes :
1. [+/ − front] (voyelles antérieures)
2. [+/ − élevé] (voyelles élevées)
3. [+/ − rétracté] (voyelles rétractées)
4. [+/ − rond] (voyelles arrondies)

## Système jakobsonien
Ce système est donné par Jakobson & Halle (1971).

### Sonorité
- [+/ − vocalique] vocalique, non vocalique
- [+/ − consonantique] consonantique, non consonantique
- [+/ − nasale] nasale, orale
- [+/ − compact] à brides antérieures : consonne vélaire et palatale, voyelle large
- [+/ − diffuse] à rebord arrière : labiale et coronale, voyelle étroite
- [+/ − abrupte]
- [+/ − strident] strident, doux

### Protensité
- [+/ − tendue]

### Tonalité
- [+/ − grave] consonne périphérique, voyelle postérieure
- [+/ − aigu]
- [+/ − médial] consonne coronale ou palatale, voyelle antérieure
- [+/ − plat] fente rétrécie, fente plus large
- [+/ − net] fente élargie, fente plus étroite